# Janika Lõiv
Janika Lõiv (* 28. November 1989 in Võru) ist eine estnische Mountainbikerin, die im Cross-Country aktiv ist.

## Sportlicher Werdegang
Lõiv betrieb zunächst Laufsport, bis sie wegen einer Knöchelverletzung damit aufhörte. Auf Anregung ihres Ehemanns, der als Amateur Mountainbikesport betrieb, kaufte sie sich 2011 ein Mountainbike, um mit ihrem Mann durch die Natur zu fahren. Mit der Zeit nahm sie den Sport ernster und beteiligte sich 2015, mit 25 Jahren, an den estnischen Meisterschaften. Anfang 2016 fuhr das Ehepaar nach Spanien, um dort mehrere Monate lang Arbeit und Hobby miteinander zu verbinden. Anschließend setzte sich Lõiv in den Kopf, sich für die Olympischen Spiele 2020 zu qualifizieren und dafür professionell zu trainieren.
Nach einem zweiten Platz bei den estnischen Meisterschaften 2017 gewann sie 2018 erstmals den Titel im olympischen Cross-Country (XCO) und gab diesen bis einschließlich 2024 nicht mehr ab. Auch international konnte sie gute Resultate vorweisen wie einen neunten Platz bei den Mountainbike-Europameisterschaften 2019, ein erstes Top-Ten-Resultat im UCI-Mountainbike-Weltcup 2020 in Nové Město und vordere Plätze bei Etappenrennen wie dem Andalucía Bike Race (2. Platz 2020). Auf diese Weise schaffte sie es tatsächlich, Estland einen Quotenplatz für das olympische Mountainbikerennen 2021 zu verschaffen, für den sie nominiert wurde; im Wettkampf belegte sie den 17. Platz. Im weiteren Verlauf der Saison erzielte sie einen sechsten Platz bei den Europameisterschaften und mit dem 16. Rang bei den Mountainbike-Weltmeisterschaften 2021 ihr dort bislang bestes Resultat.
2022 schloss sich Lõiv mit KMC-Orbea erstmals einem Profiteam an, 2023 KMC-Ridley. Ihre Saison 2023 wurde durch einen Trainingsunfall beeinträchtigt, bei dem sie von einem Auto angefahren wurde. Anfang 2024 trennte sie sich von KMC aufgrund von Differenzen über die weitere sportliche Entwicklung. Trotz dieser Widrigkeiten gelang es ihr, bei den Europameisterschaften 2024 unter die besten Zehn zu kommen und schließlich die Qualifikation für das olympische Mountainbikerennen sicherzustellen, das sie auf dem 19. Rang beendete.

## Erfolge
2018
 Estnische Meisterin – XCO
2019
 Estnische Meisterin – XCO
2020
 Estnische Meisterin – XCO
2021
 Estnische Meisterin – XCO
2022
 Estnische Meisterin – XCO, XCC
2023
 Estnische Meisterin – XCO, XCC
2024
 Estnische Meisterin – XCO, XCC